# Ромета Мареа (Месина)
Ромета Мареа је насеље у Италији у округу Месина, региону Сицилија.
Према процени из 2011. у насељу је живело 4835 становника. Насеље се налази на надморској висини од 12 м.